# Arctornis discolor
Arctornis discolor är en fjärilsart som beskrevs av George Francis Hampson 1896. Arctornis discolor ingår i släktet Arctornis och familjen tofsspinnare. Inga underarter finns listade i Catalogue of Life.